# 國民黨四公子
國民黨四公子，為1970－1990年代臺灣政壇的用詞。四公子之稱始於1978年，黨外運動人士康寧祥比附於「戰國四公子」，暗喻四人為中國國民黨政要的兒子，且四人均在美國受高等教育，是將來接班的四大人選。
國民黨四公子為連戰（前內政部長連震東之子）、錢復（前中央研究院院長錢思亮之子）、陳履安（前副總統陳誠之子）與沈君山（前農復會主委沈宗瀚之子）。四人皆出生於中國大陆，其中連戰父祖屬台灣半山仔，其餘三人皆籍貫浙江的外省人（江浙人）。

## 四人日後政治發展
- 連戰：駐薩爾瓦多大使、青輔會主委、交通部長、行政院副院長、外交部長、台灣省主席、行政院長、中華民國副總統、中國國民黨主席及榮譽主席，2000年、2004年兩次代表中國國民黨競選中華民國總統均告失敗。
- 錢復：駐美代表、經建會主委、外交部長、國民大會議長、監察院長。
- 陳履安：國立臺灣工業技術學院創校院長、國科會主委、經濟部長、國防部長、監察院長，1996年為競選中華民國總統而退出中國國民黨，結果並未當選。
- 沈君山：行政院政务委员、國立清華大學校長。